# Jón Jónsen
Jón Jónsen (auch Jón Kaldal; * 24. August 1896 in Stóradal, Norðurland vestra; † 30. Oktober 1981 in Reykjavík) war ein isländischer Langstreckenläufer, der für Dänemark startete.
Bei den Olympischen Spielen 1920 in Antwerpen kam er im Crosslauf auf den 28. Platz und schied über 5000 m im Vorlauf aus.
1920 und 1922 wurde er Dänischer Meister über 5000 m. Seine persönliche Bestzeit über diese Distanz von 15:23,0 min stellte er am 6. August 1922 in Kopenhagen auf.